# Klaus (Vorarlberg)
Klaus is een gemeente in de Oostenrijkse deelstaat Vorarlberg, gelegen in het district Feldkirch (FK). De gemeente heeft ongeveer 3000 inwoners.

## Geografie
Klaus heeft een oppervlakte van 5,24 km². Het ligt in het westen van het land.